# Elecciones generales de Túnez de 1974
Las elecciones generales se llevaron a cabo en Túnez el 3 de noviembre de 1974. El país era un estado de partido único dominado por el Partido Socialista Desturiano, por lo que los 112 diputados de la Cámara de Diputados fueron elegidos sin oposición, lo mismo que Habib Burguiba, presidente de la República. La participación electoral fue del 96.8 %.
En marzo de 1975, el parlamento declaró a Burguiba presidente vitalicio, por lo que no hubo elecciones presidenciales hasta 1989, tras el derrocamiento del dictador en 1987.

## Resultados
| Partido                            | Votos     | %    | Escaños | +/− |
| ---------------------------------- | --------- | ---- | ------- | --- |
| Partido Socialista Desturiano      | 1.570.954 | 100  | 112     | +11 |
| Votos en blanco/anulados           | 2.337     | −    | −       | −   |
| Total                              | 1.573.291 | 100  | 112     | +11 |
| Votantes registrados/participación | 1.623.743 | 96.8 | −       | −   |
| Fuente: Nohlen et al., IPU         |           |      |         |     |